# Поштамт
Поштамт (нім. Postamt, від Post — «пошта» й Amt — «служба, управління») — велике підприємство, що обслуговує населення, підприємства, організації та установи поштовим зв'язком, телеграфним зв'язком і телефонним зв'язком, один з вузлів зв'язку. На поштамтах, користуючись засобами поштової техніки, в основному обробляють і відправляють за призначенням пошту, одержувану від клієнтури, обробляють і доставляють адресатам пошту, що надійшла в місто. Особливим типом є призалізничний сортувальний поштамт, що обмінюється поштою з поштовими вагонами (автомобілями), обробляє й сортує транзитну пошту тощо.

## Галерея

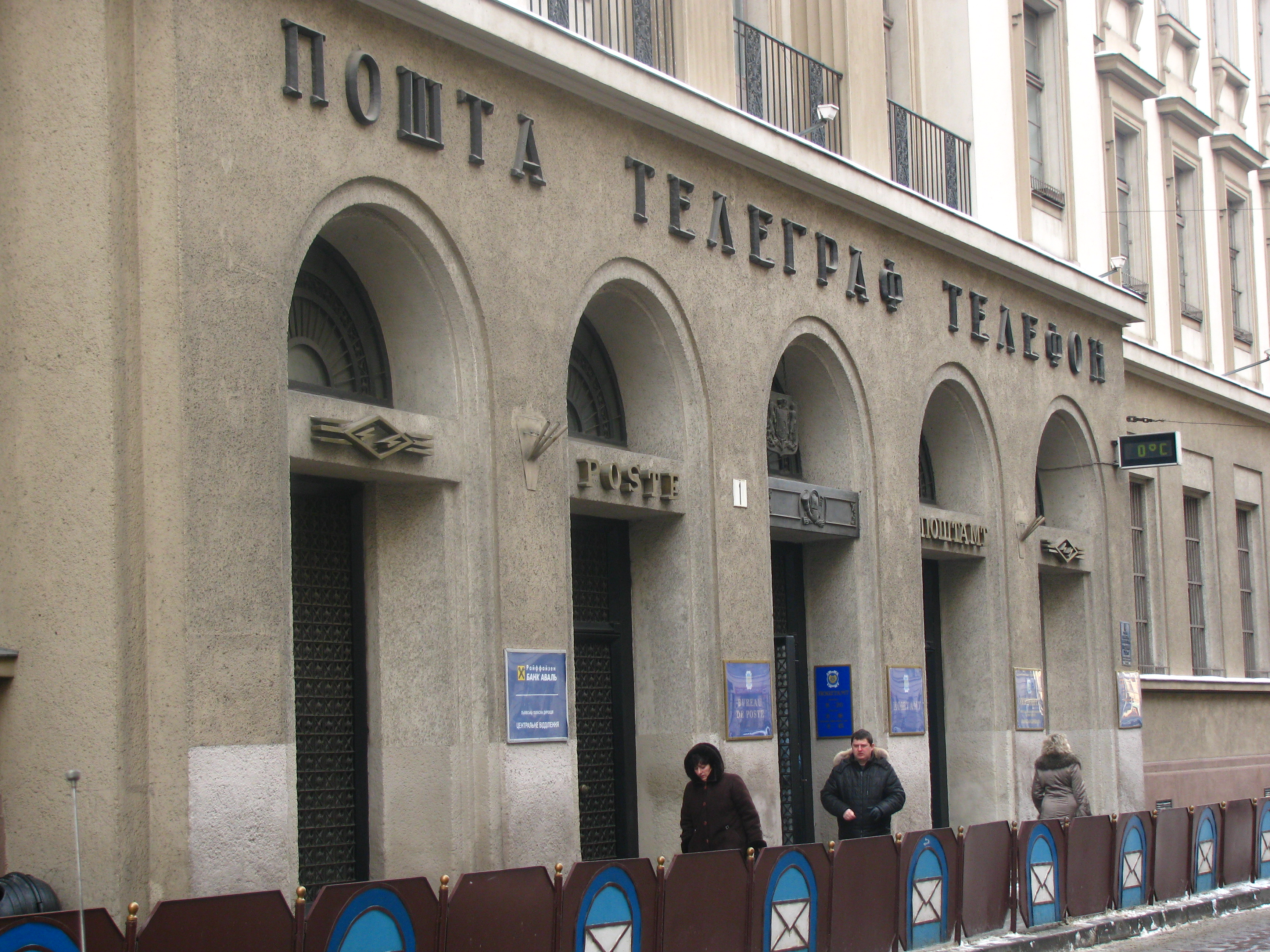
Львів
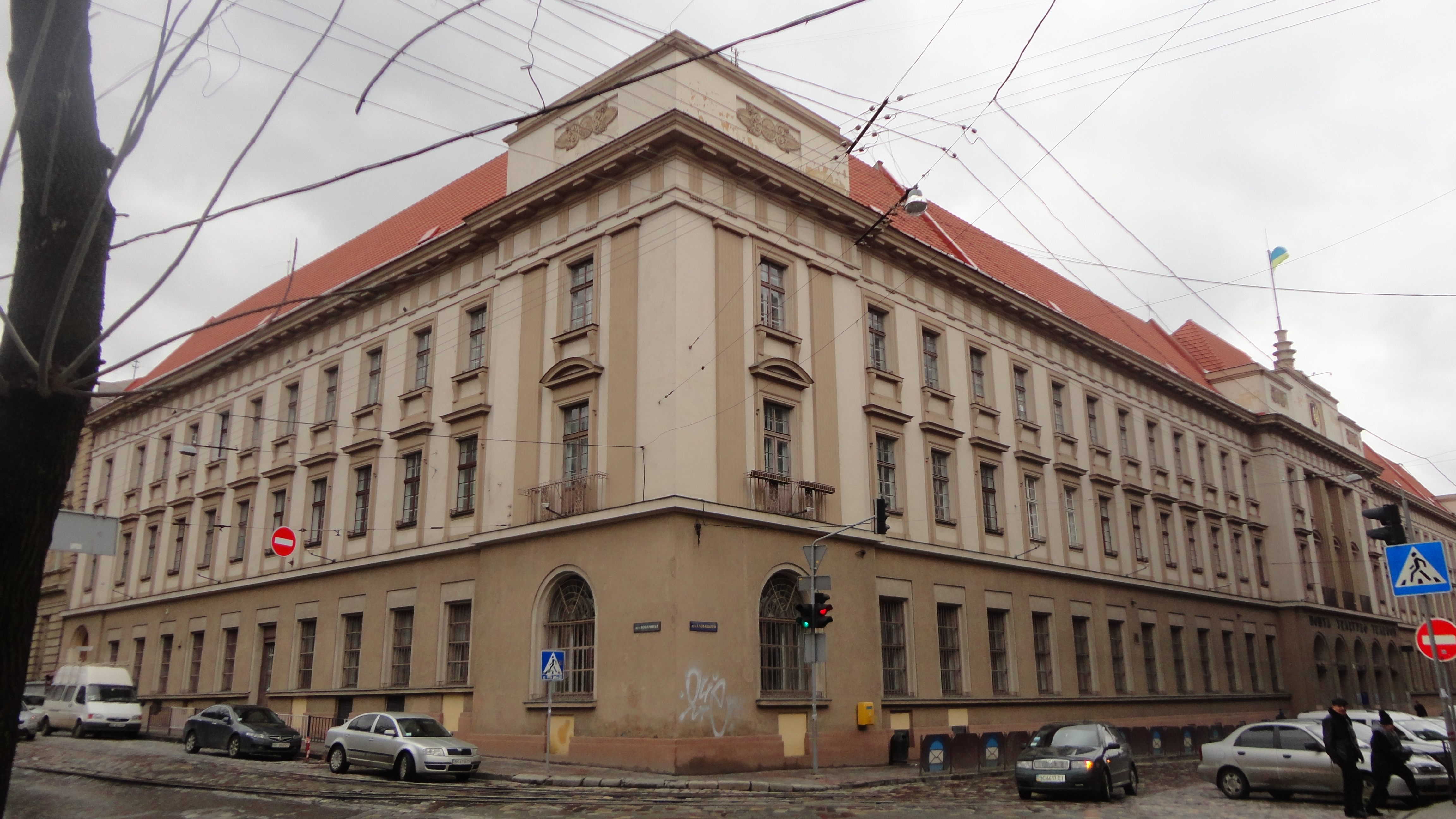
Львів
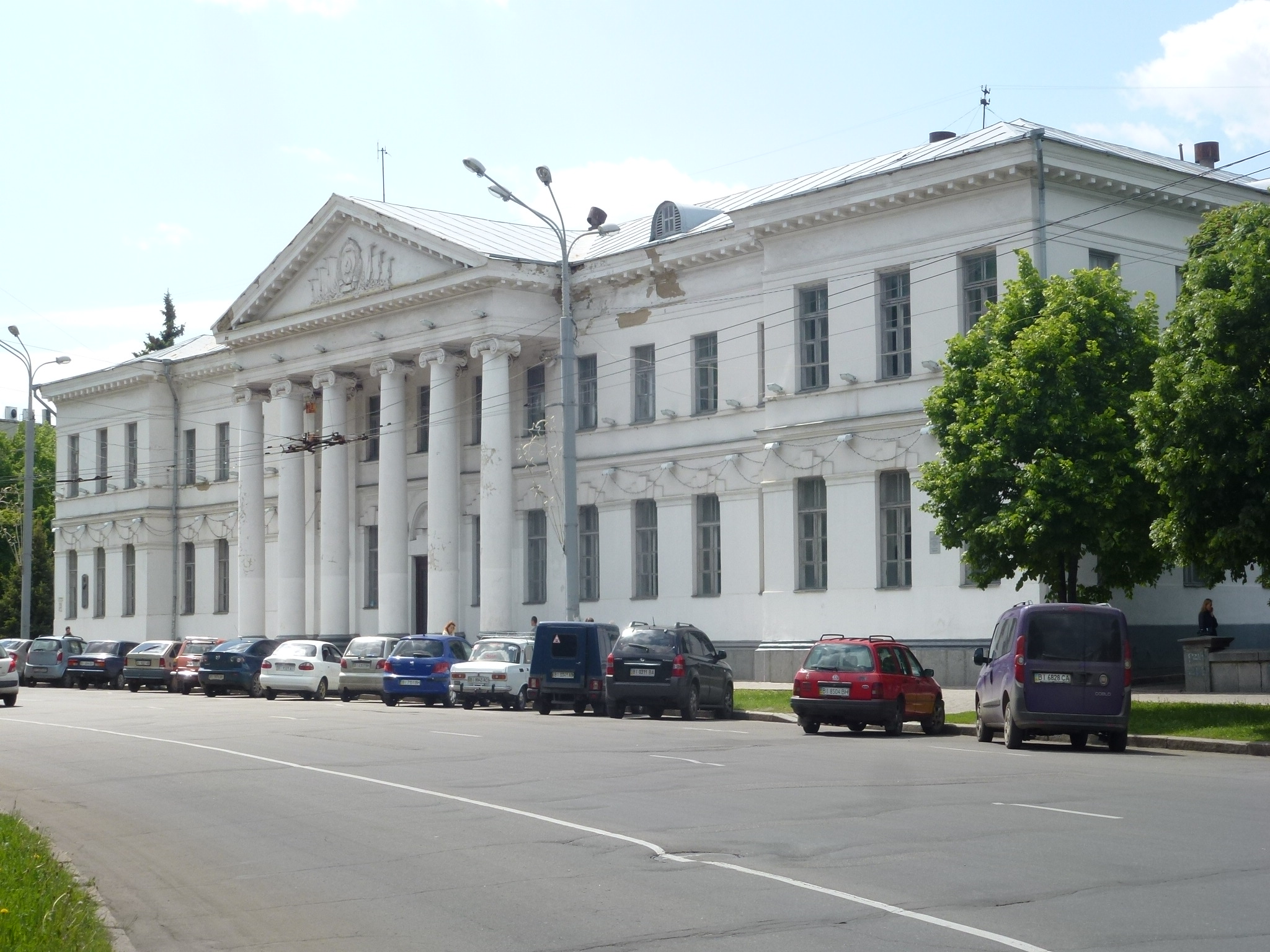
Полтава
Київ
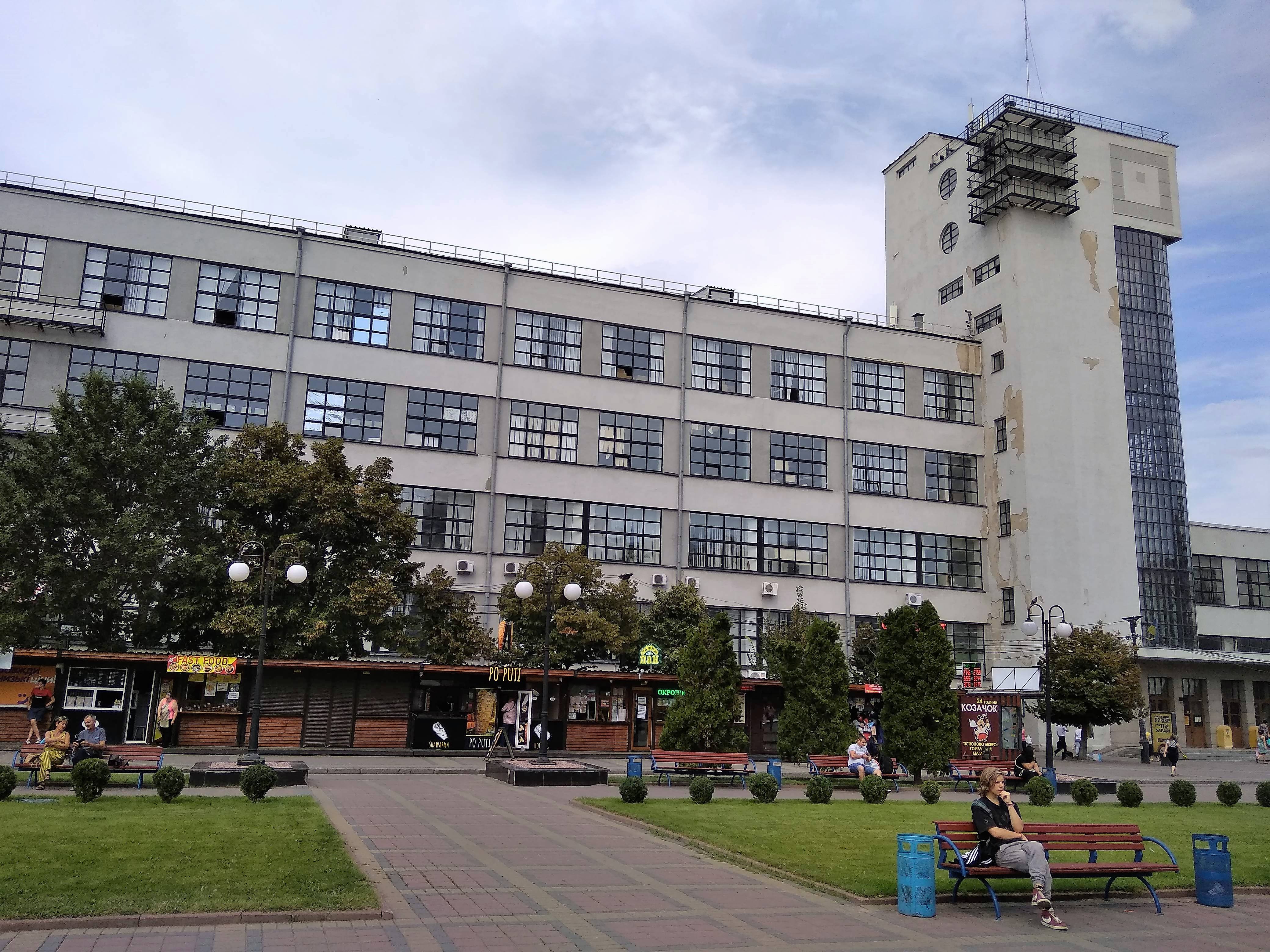
Харків
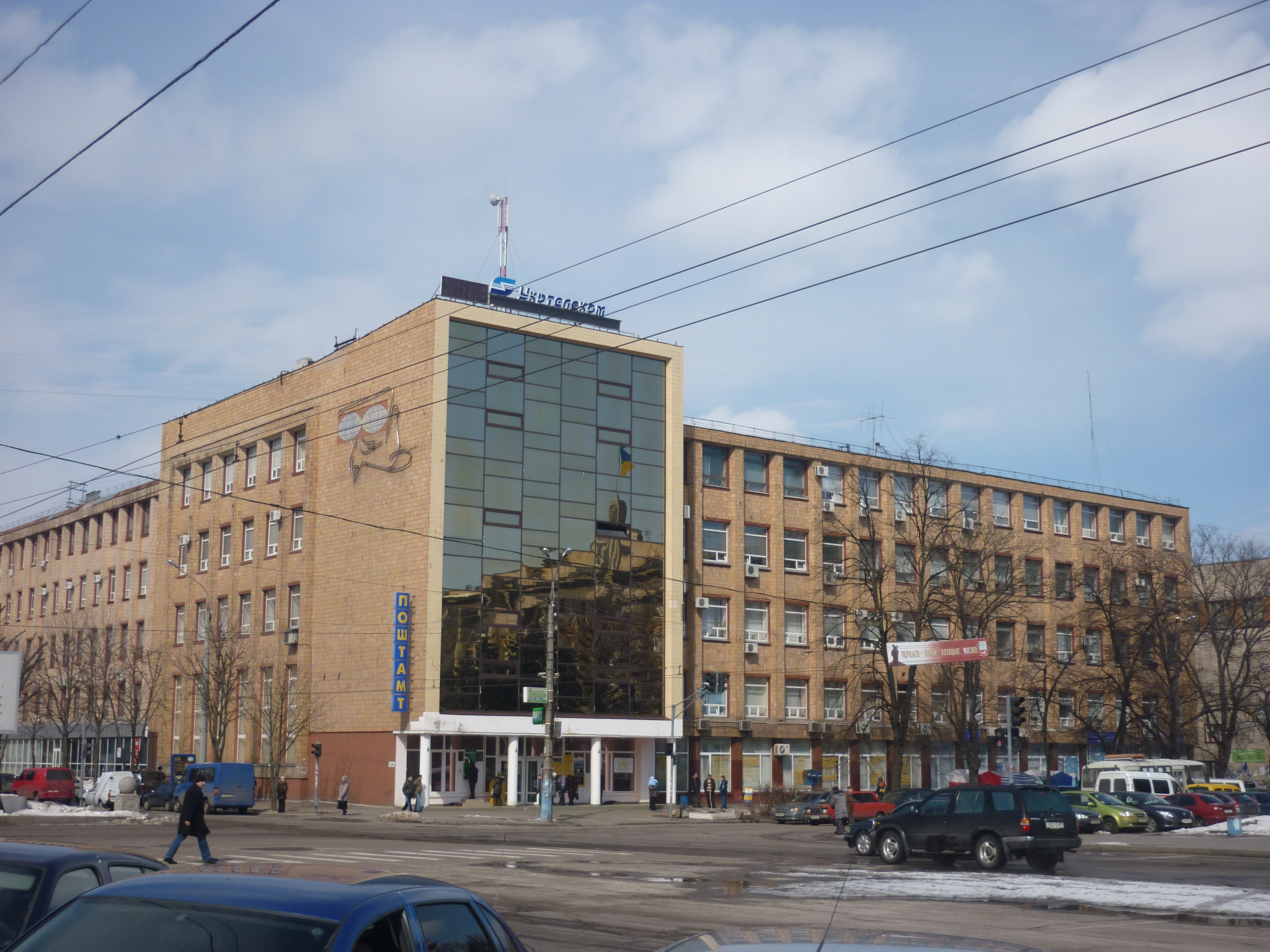
Черкаси
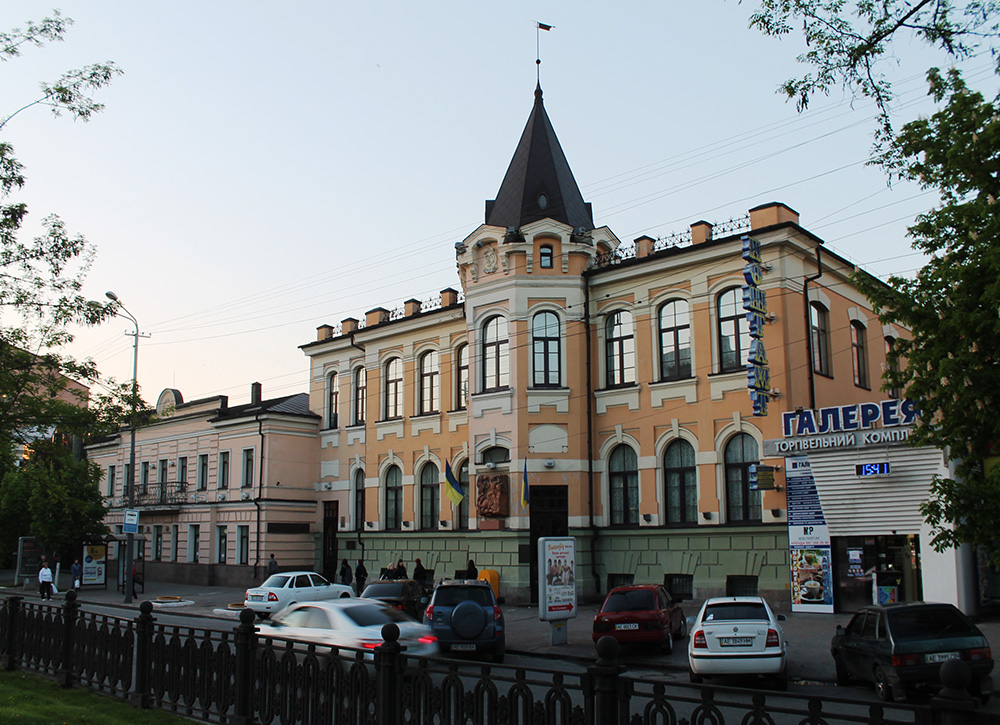
Дніпро
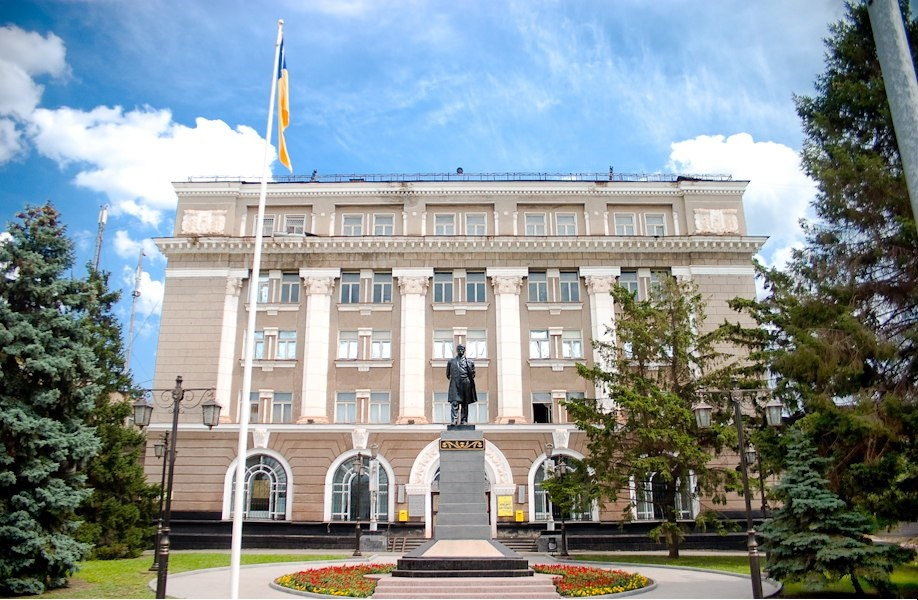
Кривий Ріг
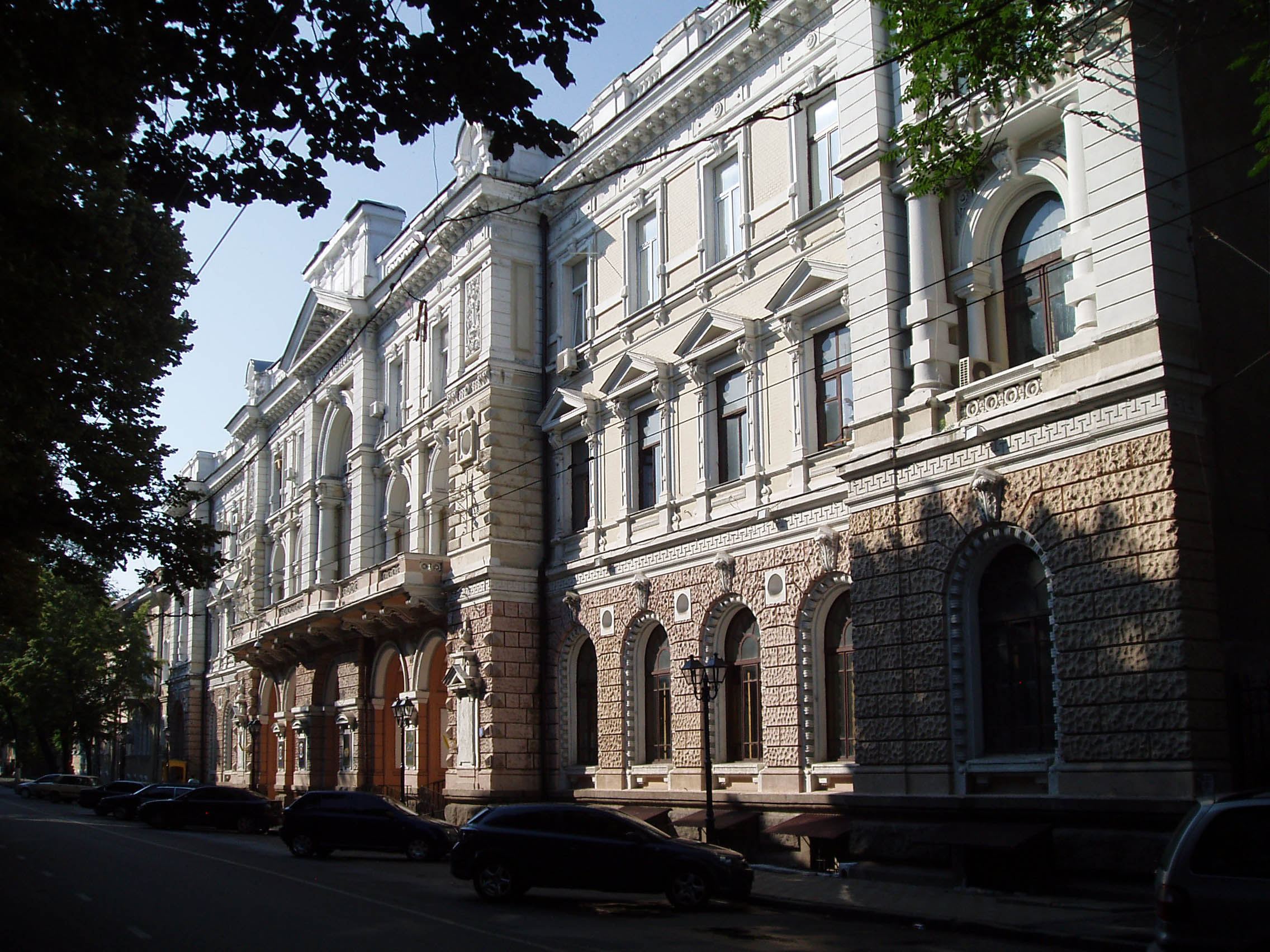
Одеса
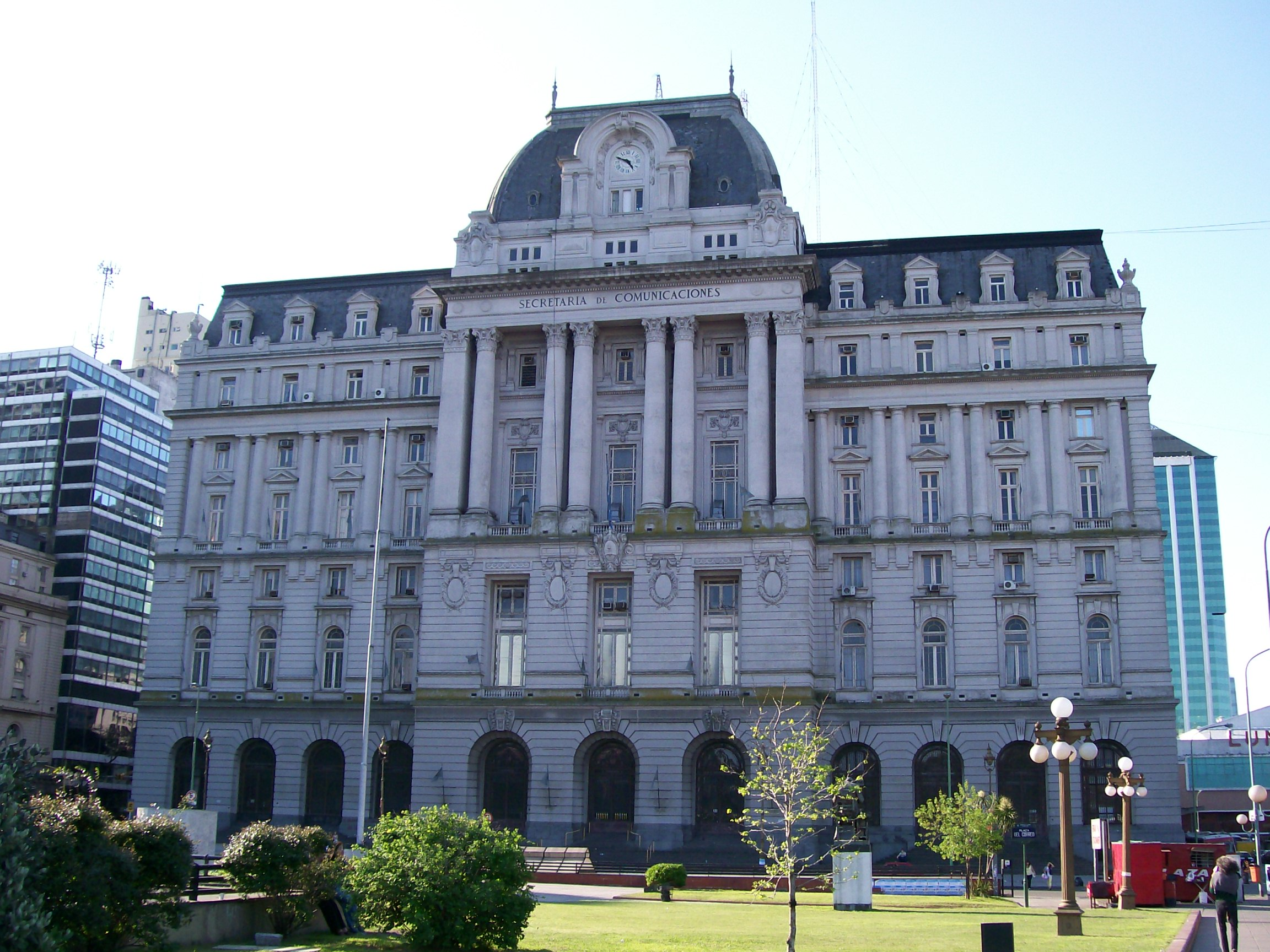
Буенос-Айрес
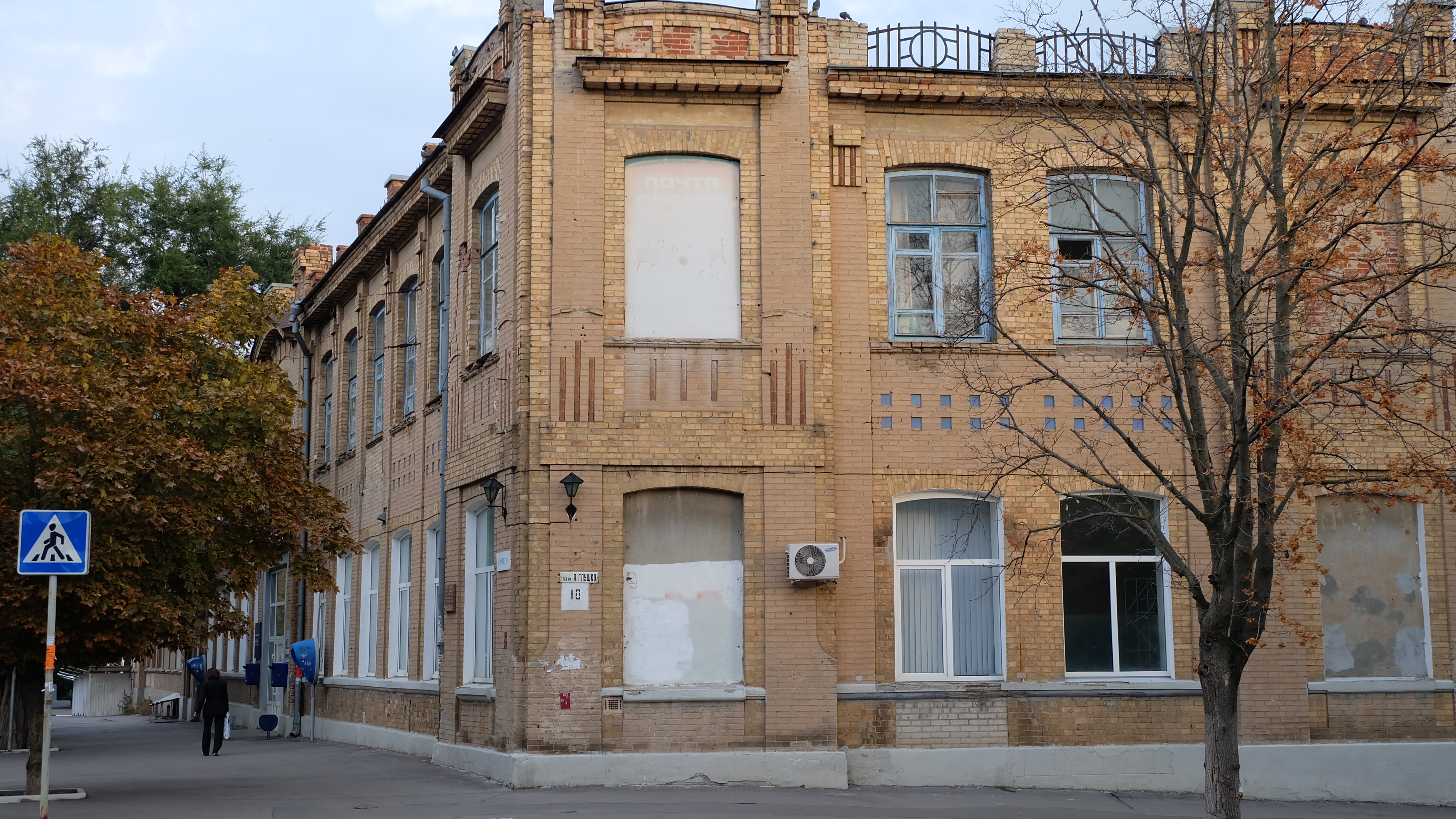
Таганрог
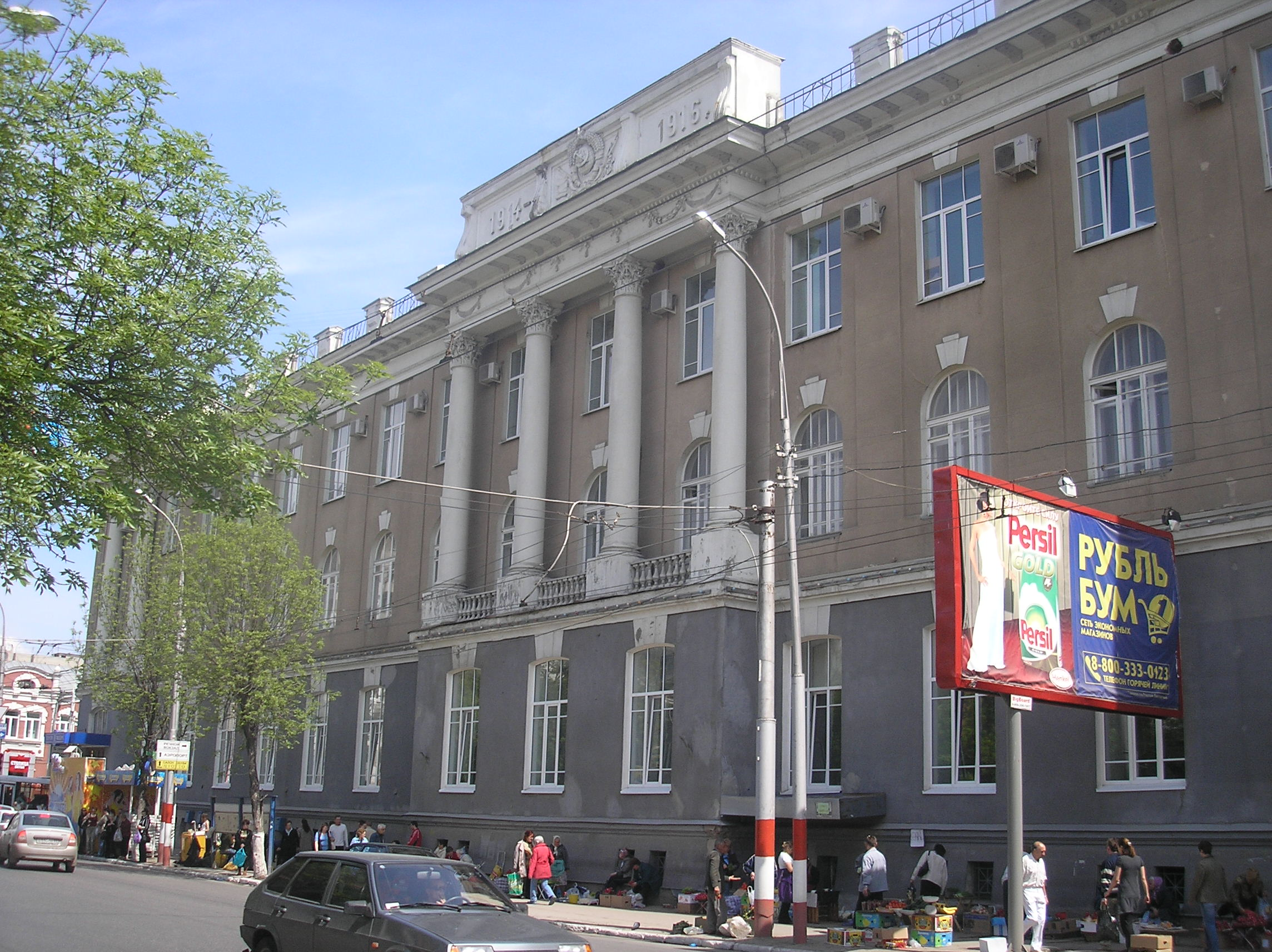
Саратов
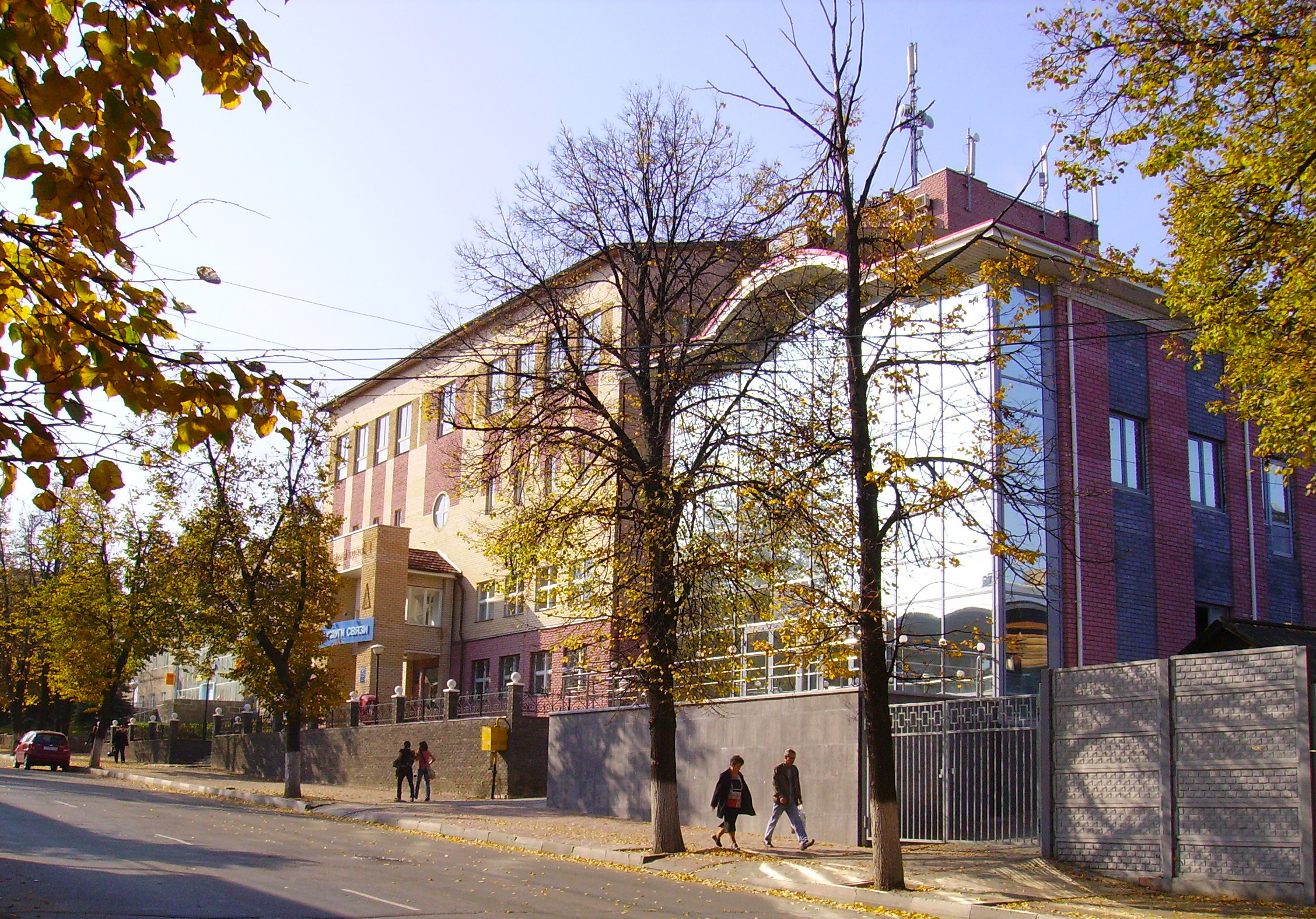
Павлово
Алматинский главпочтамтАлматинский главпочтамт
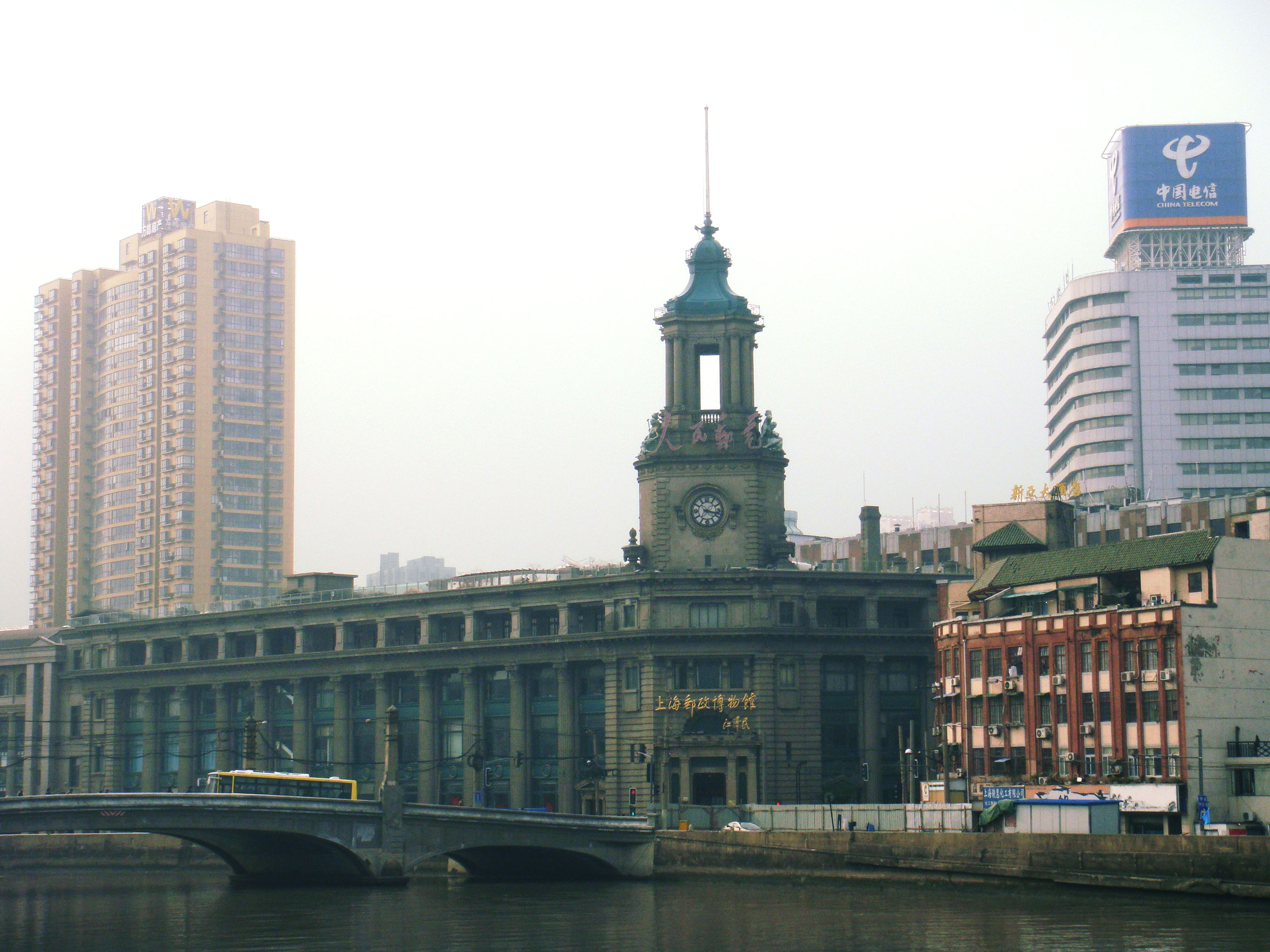
Шанхай
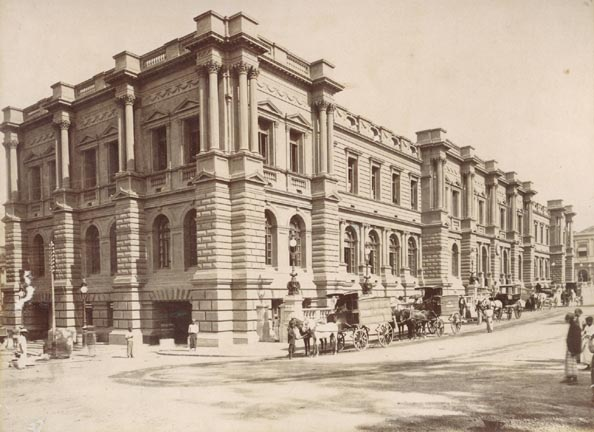
Коломбо